# Urslaviska
Urslaviska, eller protoslaviska, är den rekonstruerade, ej textuellt belagda, gemensamma föregångaren till de slaviska språken.
Detta språk är ej historiskt belagt, men har rekonstruerats baserat på de existerande språkens fonologi och ordförråd. Rekonstruerade, ej belagda former, markeras i historisk lingvistik med en stjärna: *golva (huvud), *rǫka (hand) etc. Stora delar av de moderna slaviska språkens ordförråd kan härledas från dessa "urord" med hjälp av regelmässiga ljudförändringar.

## Historia
Urslaviska utvecklades ur det urindoeuropeiska språket. Det är omtvistat om de slaviska språken skall betraktas som en undergrupp direkt under det indoeuropeiska urspråket, eller om de skall föras samman med de baltiska språken till en balto-slavisk språkgrupp. Vid den tid då de slaviska språken uppstod som en egen gruppering saknade de skriftspråk, och det finns alltså inga bevarade skriftliga källor för det slaviska urspråket.
Slutet för det gemensamma urspråket var sannolikt den slaviska folkvandringen och den därmed medföljande uppdelningen i olika slaviska stammar som tog sin början på 400-talet i kölvattnet av den germanska folkvandringen.
Det första slaviska skriftspråket är fornkyrkoslaviskan, för vilken en skrift fastställdes på 800-talet, och som från början fortfarande stod tämligen nära urslaviskan.

## Fonologi

### Vokaler
Urslaviska hade 11 vokaler i sitt ljudsystem, som inom slavistiken vanligen skrivs: i, ь, e, ę, ě, a, o, ǫ, ъ, y, u.
- ь, ъ – mycket korta vokaler eller halvvokaler, troligtvis /ɪ/ respektive /ɯ/;
- ę, ǫ – nasalt e, o;
- ě - Jat, en lång vokal, förmodligen /æː/;
- y – en lång vokal, förmodligen /ɯː/ eller som diftong [ɯi];
- i, a, u - långa vokaler;
- e, o – korta vokaler;
- Förekomsten av syllabiska konsonanter är omtvistad.

### Konsonanter
Urslaviskans konsonantsystem ges i nedanstående tabell (nedskrivna på det sätt som traditionellt används inom slavistiken):
|           | bilabial | dental | palataliserad dental | alveolar | palataliserad alveolar | palatal | velar |
| --------- | -------- | ------ | -------------------- | -------- | ---------------------- | ------- | ----- |
| Klusil    | p, b     | t, d   |                      |          |                        |         | k, g  |
| Affrikata |          |        | c, ʒ                 |          | č, ǯ                   |         |       |
| Frikativa | v        | s, z   | s’                   |          | š, ž                   |         | x     |
| Nasal     | m        | n      |                      |          |                        |         |       |
| Likvida   |          | l      |                      | r        |                        | j       |       |

- Par av foner i tabellen betecknar tonlösa (vänster) och tonande foner.
- c står för den tonlösa affrikatan /ʦ/
- ʒ står för den tonande affrikatan /ʣ/
- x står för den tonlösa velara frikativan /x/
- š, č, ž och ǯ står för fonerna /ʃ/, /ʧ/, /ʒ/ och /ʤ/; alla dessa symboler används traditionellt inom slavistiken för motsvarande IPA-symbol.

## Ordförråd
Urslaviskans ordförråd kan rekonstrueras med hjälp av den komparativa metoden baserat på senare i skrift belagda eller i dag talade slaviska språk, eller ord från slaviska språk bevarade som lånord i andra språk.
I nedanstående tabell är några av orden från urslaviskan jämförda med exempel från andra slaviska språk. Uttryck i kursiv stil är translittererade med det latinska alfabetet.
| Urslaviska | Fornkyrkoslaviska | Ryska  | Ukrainska | Polska  | Tjeckiska | Slovenska | Serbiska | Kroatiska | Makedonska |            |
| ---------- | ----------------- | ------ | --------- | ------- | --------- | --------- | -------- | --------- | ---------- | ---------- |
| *golva     | glava             | golova | holova    | głowa   | hlava     | glava     | glava    | glava     | glava      | (huvud)    |
| *oko       | oko               | oko    | oko       | oko     | oko       | oko       | oko      | oko       | oko        | (öga)      |
| *uxo       | uxo               | uxo    | vucho     | ucho    | ucho      | uho       | uho      | uho       | uvo        | (öra)      |
| *nosъ      | -                 | nos    | nis       | nos     | nos       | nos       | nos      | nos       | nos        | (näsa)     |
| *rǫka      | rǫka              | ruka   | ruka      | ręka    | ruka      | roka      | ruka     | ruka      | raka       | (hand/arm) |
| *noga      | noga              | noga   | noha      | noga    | noha      | noga      | noga     | noga      | noga       | (fot/ben)  |
| *sr̥dьce    | srьdьce           | serdce | serce     | serce   | srdce     | srce      | srce     | srce      | srce       | (hjärta)   |
| *mati      | mati              | mat’   | maty      | matka   | matka     | mati      | majka    | majka     | majka      | (moder)    |
| *otьcь     | otьcь             | otec   | otec’     | ojciec  | otec      | oče       | otac     | otac      | tatko      | (fader)    |
| *sestra    | sestra            | sestra | sestra    | siostra | sestra    | sestra    | sestra   | sestra    | sestra     | (syster)   |
| *bratrъ    | bratrъ            | brat   | brat      | brat    | bratr     | brat      | brat     | brat      | brat       | (broder)   |
| *dъt’i     | dъšti             | doč’   | dočka     | córka   | dcera     | hči       | ćerka    | kći       | k’erka     | (dotter)   |
| *synъ      | synъ              | syn    | syn       | syn     | syn       | sin       | sin      | sin       | sin        | (son)      |